# La maschera di ferro (film 1929)
La maschera di ferro (The Iron Mask) è un film del 1929 diretto da Allan Dwan.
Fu girato otto anni dopo de I tre moschettieri e qui, ancora una volta, Douglas Fairbanks riprende il personaggio di D'Artagnan.
Altri attori che, dal film precedente, approdano in questa nuova avventura ricoprendo lo stesso ruolo, sono Marguerite De La Motte (Constance Bonacieux), Léon Bary (Athos), Nigel De Brulier (il Cardinale di Richelieu), Charles Stevens (Planchet, valletto di D'Artagnan) e Lon Poff (padre Joseph, il confessore della regina).

## Trama
Alla corte di Francia nascono due gemelli, figli del re Luigi XIII e di Anna d'Austria, ma il cardinale di Richelieu fa rapire uno dei due neonati, nascondendolo in Spagna per evitare rivendicazioni al trono da parte del gemello escluso. Passano gli anni. Luigi XIV è salito al trono. Ma i moschettieri dovranno intervenire per risolvere il problema della maschera di ferro, un misterioso prigioniero chiuso in fortezza che è del tutto simile al re.

## Produzione
Prodotto dalla Elton Corporation di Douglas Fairbanks, il film venne girato a Big Sur, Hollywood e a Point Lobos in California. All'epoca, Fairbanks, che ritorna dopo otto anni al personaggio di D'Artagnan, aveva 45 anni. Il film, un cosiddetto part-talkie, è la prima pellicola interpretata da Fairbanks che presenta parti sonore.

## Distribuzione
Il film venne prodotto da Douglas Fairbanks per la United Artists che lo fece uscire in sala il 21 febbraio 1929. 

### Date di uscita
IMDb
edizioni DVD Silent Era
- USA	21 febbraio 1929
- Svezia	20 novembre 1929
- Austria	1930
- Portogallo	10 febbraio 1930
- Uruguay	20 marzo 1930
- Colombia 	28 giugno 1930	 (Barranquilla)
- USA 	1º settembre 1953	 (riedizione)

Alias
- The Iron Mask	USA (titolo originale)
- Die eiserne Maske	Austria / Germania
- A Máscara de Ferro	   Brasile
- A vasálarcos	Ungheria
- La máscara de hierro	Spagna
- La maschera di ferro	Italia
- Le masque de fer	Francia
- Máscara de Ferro	Portogallo
- To sidiroun prosopeion 	Grecia